# Wydział Informatyki, Elektrotechniki i Automatyki Uniwersytetu Zielonogórskiego
 Wydział Nauk Inżynieryjno - Technicznych (WNIT UZ) – jeden z 13 wydziałów Uniwersytetu Zielonogórskiego, powstały 1 września 2001 roku wraz z powstaniem uniwersytetu. Kształci on studentów na pięciu podstawowych kierunkach zaliczanych do nauk technicznych, na studiach stacjonarnych oraz niestacjonarnych.
Wydział Nauk Inżynieryjno - Technicznych UZ jest jednostką interdyscyplinarną. W jego ramach znajduje się 12 instytutów. Aktualnie zatrudnionych jest 77 pracowników naukowo-dydaktycznych (z czego 11 z tytułem profesora, 17 doktora habilitowanego, 43 doktora oraz 6 magistrów. Liczbę pracowników uzupełnia 18 pracowników technicznych i administracyjnych. Według Ministerstwa Nauki i Szkolnictwa Wyższego wydział posiada kategorię „A”.

## Historia
Początki Wydziału Nauk Inżynieryjno - Technicznych Uniwersytetu Zielonogórskiego związane są z powołaniem do życia w 1967 roku Wydziału Elektrycznego, Wydziału Mechanicznego oraz Wydziału Budownictwa, znajdujących się w strukturach ówczesnej Wyższej Szkoły Inżynierskiej im. Jurija Gagarina w Zielonej Górze.

## Władze Wydziału
W kadencji 2020–2024:
| Stanowisko                 | Imię i nazwisko                       |
| -------------------------- | ------------------------------------- |
| Dziekan                    | prof. dr hab. inż. Andrzej Obuchowicz |
| Prodziekan ds. Studenckich | dr inż. Michał Doligalski             |

## Poczet dziekanów
1. dr hab. inż. Jerzy Bolikowski (2001–2004)
2. dr hab. inż. Wiesław Miczulski (2004–2005)
3. dr hab. inż. Andrzej Pieczyński (2005–2012)
4. prof. dr hab. inż. Andrzej Obuchowicz (2012–2016)
5. dr hab. inż. Marcin Mrugalski (2016–2020)
6. prof. dr hab. inż. Andrzej Obuchowicz (od 2020)

## Kierunki kształcenia
Dostępne kierunki:
- Automatyka i robotyka (studia I i II stopnia)
- Biznes elektroniczny (studia I stopnia)
- Elektrotechnika (studia I i II stopnia)
- Informatyka (studia I i II stopnia)

Wydział Informatyki, Elektrotechniki i Automatyki posiada uprawnienia do nadawania stopnia doktora nauk technicznych w dyscyplinach elektrotechnika, informatyka, automatyka i robotyka oraz stopnia doktora habilitowanego w dyscyplinach elektrotechnika i automatyka i robotyka

## Struktura organizacyjna

### Instytut Automatyki, Elektroniki i Elektrotechniki
Dyrektor: dr hab. inż. Robert Smoleński
- Zakład Elektroniki i Energoelektroniki
- Zakład Systemów Elektroenergetycznych
- Zakład Automatyki Przemysłowej
- Pracownia Inżynierii Elektrycznej

### Instytut Metrologii, Elektroniki i Informatyki
Dyrektor: dr hab. inż. Ryszard Rybski
- Zakład Metrologii i Elektroniki
- Zakład Inżynierii Komputerowej i Internetu Rzeczy
- Pracownia Systemów Pomiarowych

### Instytut Sterowania i Systemów Informatycznych
Dyrektor: prof. dr hab. inż. Józef Korbicz
- Zakład Informatyki Technicznej
- Zakład Systemów Automatyki i Robotyki
- Pracownia Systemów Informatycznych